# 石鼓洲

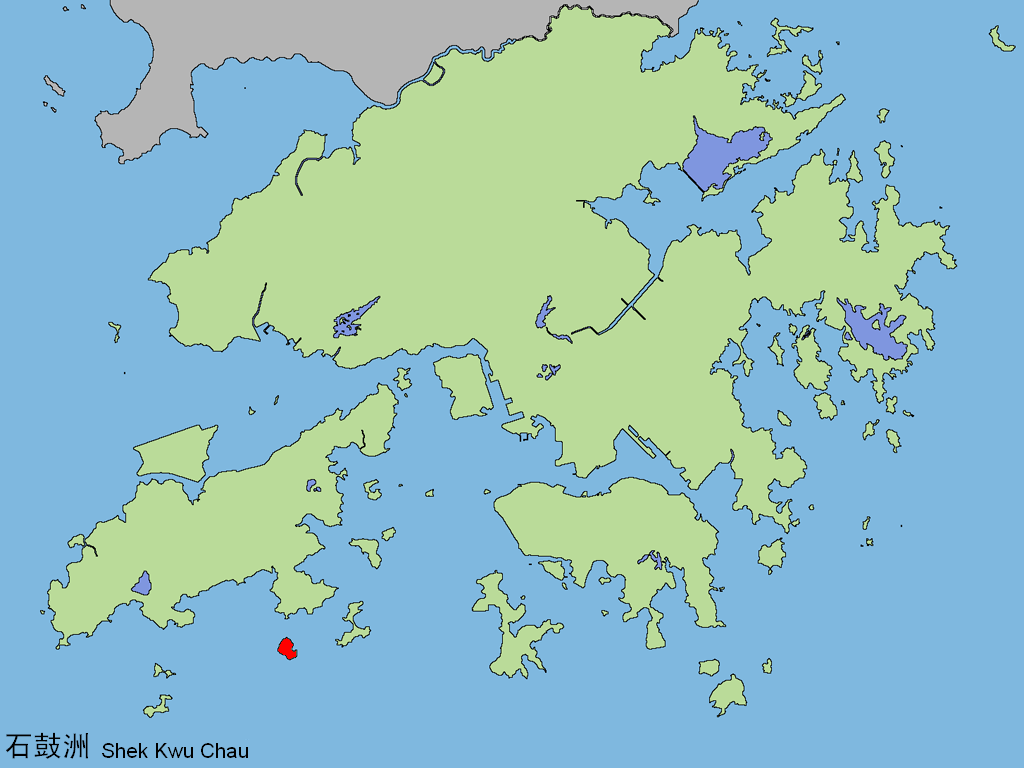
香港における石鼓洲の位置

石鼓洲（シェククウチャウ、英語：Shek Kwu Chau）は、香港新界ランタオ島の南と長洲島の西に位置する離島である。一般施設がないが、麻薬中毒患者回復病院があり、禁区なので普通には行けない。
香港政府は石鼓洲の隣に人工島を作り、ごみ焼却炉を建てることを計画した。焼却炉の出す煙や匂いが健康に害を及ぼす恐れがあるので、長洲島の住民は強く反対した。

## 参考リンク
1. ↑  長洲島の住民　石鼓洲の人工島建設に反対

座標: 北緯22度11分43.0秒 東経113度59分17.3秒 / 北緯22.195278度 東経113.988139度